# Ove Andersen (skibsmodelbygger)
 Der er flere personer med dette navn, se Ove Andersen (fodboldspiller).
Ove Andreas Andersen (6. maj 1923 i Rønne  - 1. juni 2012 i Slagelse[kilde mangler]) var en dansk skibsmodelbygger og uddannet maler. 
Fra Ove Andersen var ganske ung, har han altid interesseret sig meget for at lave modeller: skibe, flyvere, landskaber til modeljernbaner og meget mere.

Jeg var lidt af et legebarn. Først senere blev det mere alvorligt med skibene. Jeg begyndte med nogle byggesæt, som jeg købte og samlede. Når jeg var færdig med dem, solgte jeg dem, så jeg kunne få penge til nye samlesæt. Da jeg havde lavet 3-4 stykker, var det ikke nok; nu ville jeg selv lave modeller. Der kom dog først rigtig gang i den, da jeg som 60-åring blev pensioneret.

Modellerne blev lavet efter tegninger fra Rigsarkivet og fra Handels- og Søfartsmuseet på Kronborg. Af alle skibsmodellerne blev der sendt tre billeder til Kronborg, der bekræftede, at de var godkendt til ophængning.
Ove Andersen lavede alt selv, taljer, klokker og andre dimser. Han brugte mange træsorter, pæretræ, ahorn, buksbom og favoritten: egetræ. Meget af træet fik han på rod; tørrede og udskar det selv. En øjenskade satte i 2001 en stopper for modelbyggeriet.
Ove Andersen er oldebarn til Urmager Lasse Andersson (1834 – 1908) i Hasle. Lasse Anderssons søn Ola Andersson har også byget flere skibsmodeller. Og Lasses barnebarn, malermester Johannes Engstrøm (1892 – 1947) byggede den model af ’George Stage’ som hænger i Birkerød Kirke.
Ove Andersen har lavet ti kirkeskibe, hvoraf tre hænger i hans hjemby Slagelse. Endvidere er der lavet 20 skibsmodeller til familie og venner: 

## Kirkeskibe
- Saga i Vejstrup Kirke
- Saga i kirkerummet
- Hvalfisken i Herlev Kirke
- Hvalfisken i kirkerummet
- Enigheden i Kastrup Kirke (Vordingborg)
- Enigheden agter
- Enigheden i kirkerummet, Kastrup Kirke (Vordingborg)
- Nordlyset i Sankt Mikkels Kirke i Slagelse
- Danmark i Udby Kirke, Tuse Næs
- Danmark i Udby Kirke, Tuse Næs
- Danmark i kirkerummet, Udby Kirke, Tuse Næs
- Ørnen i Sankt Peders Kirke i Slagelse
- Ørnen i kirkerummet
- Neptunus i Vester Egesborg Kirke
- Neptunus i kirkerummet
- Elben i Antvorskov Kirke
- Hans Andreas i Nexø Kirke
- Hans Andreas i kirkerummet
- Laura en tremaster Fanøbark i Torkilstrup Kirke
- Laura i Kirkerummet i Torkilstrup Kirke
- Laura foran ’Ecce homo’ iTorkilstrup Kirke
- Laura en tremaster Fanøbark iTorkilstrup Kirke

## Renoverede kirkeskibe
- Anna Catharina i Asminderød Kirke
- Helene i Humlebæk Kirke
- Søe-Blomsten i Asminderød Kirke
- Søe-Blomsten agter
- Navnløs bark i Ulsted Kirke
- Navnløs bark i Kirkerummet
- Iphigenia i Lundtofte Kirke
- Skoleskibet Danmark i Uggeløse Kirke
- Håbet i Sankt Peders Kirke i Slagelse
- Håbet agter

## Andre skibsmodeller
- Skonnerten Lilla Dan
- Skonerten De tre Søstre
- Skonnerten Birgitte
- Sletskonnerten Frem
- Skonnerten Rota
- Skoleskibet København